# Большое Нивище
Большое Нивище — деревня в Спировском районе Тверской области.

## География
Находится в центральной части Тверской области на расстоянии приблизительно 26 км на восток-северо-восток по прямой от районного центра поселка Спирово.

## История
Деревня была отмечена как Нивища ещё на карте 1825 года. В 1859 году здесь (деревня Большая Нивища Вышневолоцкого уезда) было учтено 10 дворов. До 2021 года входила в состав Козловского сельского поселения Спировского района до его упразднения.

## Население
Численность населения: 69 человек (1859 год), 10 (карелы 70 %, русские 30 %) в 2002 году, 6 в 2010.